# Skorki Rosji
Skorki Rosji, dermapterofauna Rosji – ogół taksonów owadów z rzędu skorków (Dermaptera), których występowanie stwierdzono na terenie Rosji.
Według checklisty autorstwa Borisa Jelisiejewa, bazującej na publikacjach wydanych do 2002 roku, w Rosji stwierdzono 34 gatunków, 15 rodzajów i 4 rodziny skorków.

## Anisolabididae
- Anisolabis maritima
- Euborellia annulipes
- Euborellia moesta
- Euborellia pectoralis

## Kleszczankowate(Spongiphoridae)
- Labia minor – kleszczanka
- Marava arachidis
- Paralabellula curvicauda

## Obcężnicowate(Labiduridae)
- Labidura riparia – obcążnica nadbrzeżna

## Skorkowate(Forficulidae)
- Anechura asiatica
- Anechura bipunctata
- Anechura harmandi
- Anechura japonica
- Anechura lewisi
- Anechura zubovskii
- Apterygida media – kikutnica żółta
- Chelidura acanthopygia – kikutniczka pospolita
- Chelidura euxina
- Chelidura russica
- Chelidura specifica
- Chelidura transsilvanica
- Eparchus yezoensis
- Forficula aetolica
- Forficula auricularia – skorek pospolity
- Forficula decipiens
- Forficula robusta
- Forficula sagitta
- Forficula scudderi
- Forficula smyrnensis
- Forficula tomis
- Forficula vicaria
- Guanchia kaznakovi
- Mesasiobia hemixanthocara
- Oreasiobia fedtschenkoi
- Timomenus komarovi